# Jan Christen
Jan Christen (Leuggern, 26 giugno 2004) è un ciclista su strada, ciclocrossista, mountain biker pistard svizzero che corre per l'UAE Team Emirates XRG.

## Biografia
È il fratello minore del ciclista Fabio Christen.

## Palmarès

### Strada
- 2021 (Juniores, due vittorie)

Campionati svizzeri, Prova a cronometro Junior
1ª tappa Ain Bugey Valromey Tour (Saint-Rambert-en-Bugey > Virieu-le-Grand)
- 2022 (Juniores, quattro vittorie)

3ª tappa Tour du Pays de Vaud (Aigle > Aigle)
Classifica generale Tour du Pays de Vaud
Campionati svizzeri, Prova a cronometro Junior
Campionati europei, Prova in linea Junior
- 2023 (Hagens Berman Axeon, una vittoria)

7ª tappa Giro Next Gen (Possagno > Cansiglio)
- 2024 (UAE Team Emirates, tre vittorie)

2ª tappa Giro d'Abruzzo (Alanno > Magliano de' Marsi)
Giro dell'Appennino
Prueba Villafranca de Ordizia
- 2025 (UAE Team Emirates, due vittorie)

Trofeo Calvià
2ª tappa Volta ao Algarve (Lagoa > Alto da Fóia)

#### Altri successi
- 2023 (Hagens Berman Axeon)

Championnats d'Europe des Grimpeurs, prova Under-23

### Cross
- 2020-2021

Campionati svizzeri, Junior
- 2021-2022

Radcross Illnau, Junior (Illnau)
Munich Super Cross, Junior (Monaco di Baviera)
Radquer Hittnau, Junior (Hittnau)
Grand Prix Garage Collé, Junior (Pétange)
Cyclocross Meilen, Junior (Meilen)
Campionati svizzeri, Junior
Campionati del mondo, Junior

### Mountain bike
- 2021

Campionati svizzeri, Cross country Junior
- 2022

1ª prova Swiss Bike Cup, Cross country Junior (Rickenbach)
2ª prova Swiss Bike Cup, Cross country Junior (Savognin)
Campionati svizzeri, Cross country Junior

### Pista
- 2021

Campionati svizzeri, Omnium Junior
- 2022

Campionati svizzeri, Inseguimento individuale Junior

## Piazzamenti

### Classiche monumento
- Giro di Lombardia

2024: ritirato

### Competizioni mondiali
- Campionati del mondo su strada

Fiandre 2021 - Cronometro Junior: 7º
Fiandre 2021 - In linea Junior: 26º
Wollongong 2022 - Cronometro Junior: 4º
Wollongong 2022 - In linea Junior: 12º
Glasgow 2023 - Cronometro Under-23: 9º
Glasgow 2023 - In linea Under-23: ritirato
Zurigo 2024 - Cronometro Under-23: 3º
Zurigo 2024 - In linea Under-23: 4º
- Campionati del mondo di ciclocross

Fayetteville 2022 - Junior: vincitore
Hoogerheide 2023 - Under-23: 20º
- Campionati del mondo di mountain bike

Les Gets 2022 - Cross country Junior: 2º

### Competizioni europee
- Campionati europei su strada

Trento 2021 - Cronometro Junior: 12º
Trento 2021 - In linea Junior: 6º
Anadia 2022 - Cronometro Junior: 5º
Anadia 2022 - In linea Junior: vincitore
- Campionati europei di ciclocross

Drenthe-Col du VAM 2021 - Junior: 10º
Namur 2022 - Under-23: 36º
- Campionati europei di mountain bike

Anadia 2022 - Staffetta: ritirato
Anadia 2022 - Cross country Junior: 8º